# Kamień młyński

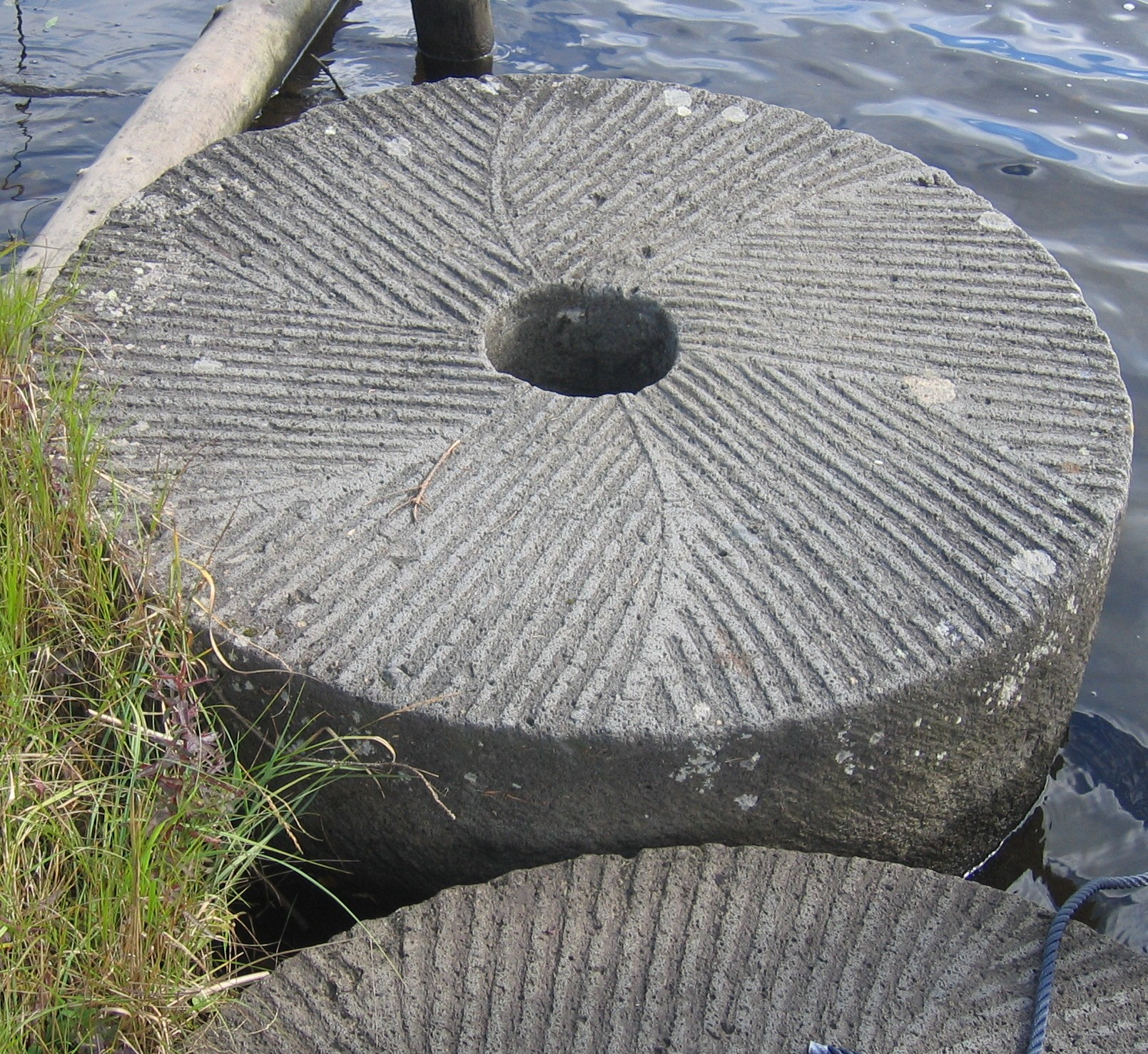
Kamień młyński

Kamień młyński – element roboczy mlewnika, wykonany z kamienia, w kształcie płaskiego walca. W maszynie są dwa kamienie: dolny, nieruchomy („leżak”), gładki, oraz górny, obracający się, żłobkowany. Między nimi następuje rozdrabnianie ziarna.
W Polsce kamienie młyńskie wyrabiano między innymi z białego piaskowca pochodzącego z kamieniołomów na Lubelszczyźnie: na Dziewiczej Górze koło Chełma, w Lipowcu, Tarnawatce, Lubyczy Królewskiej, Werchracie i Bruśnie koło Lubaczowa (bruśnieński ośrodek kamieniarski).
Z czasem zaczęto używać trwalszych, sztucznych kamieni, wytwarzanych z betonu z dodatkiem kwarcu.

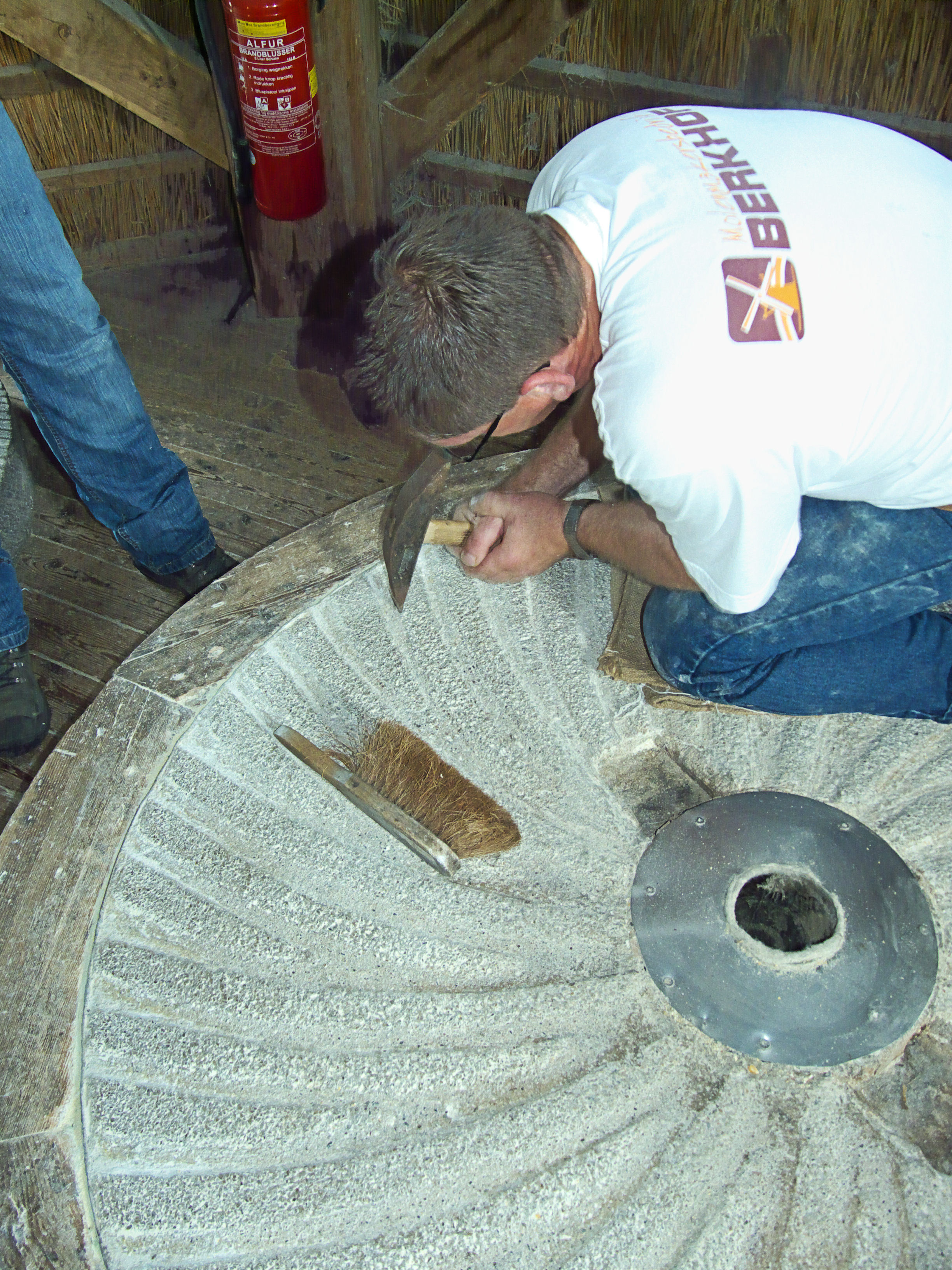

## Kamienie młyńskie

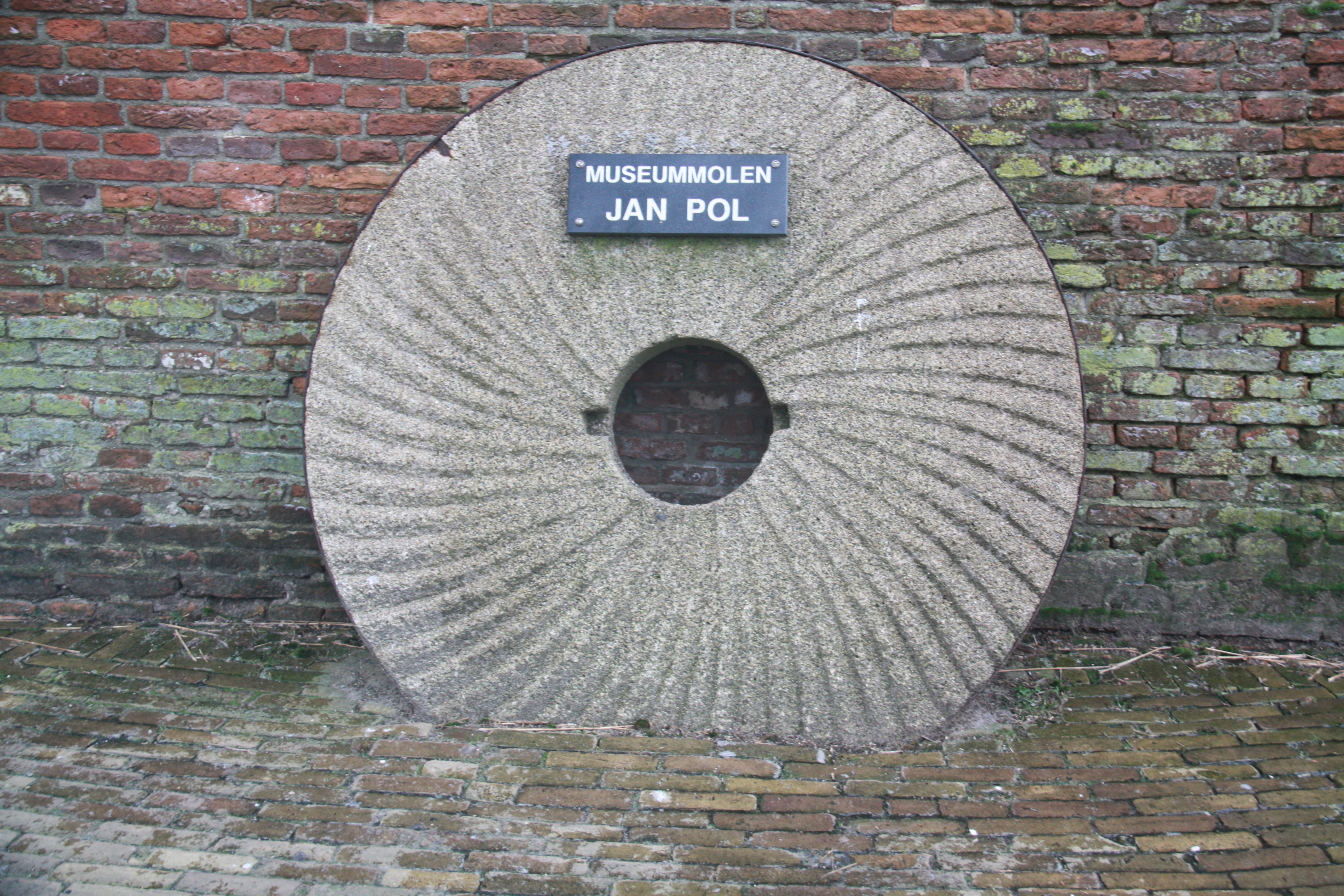
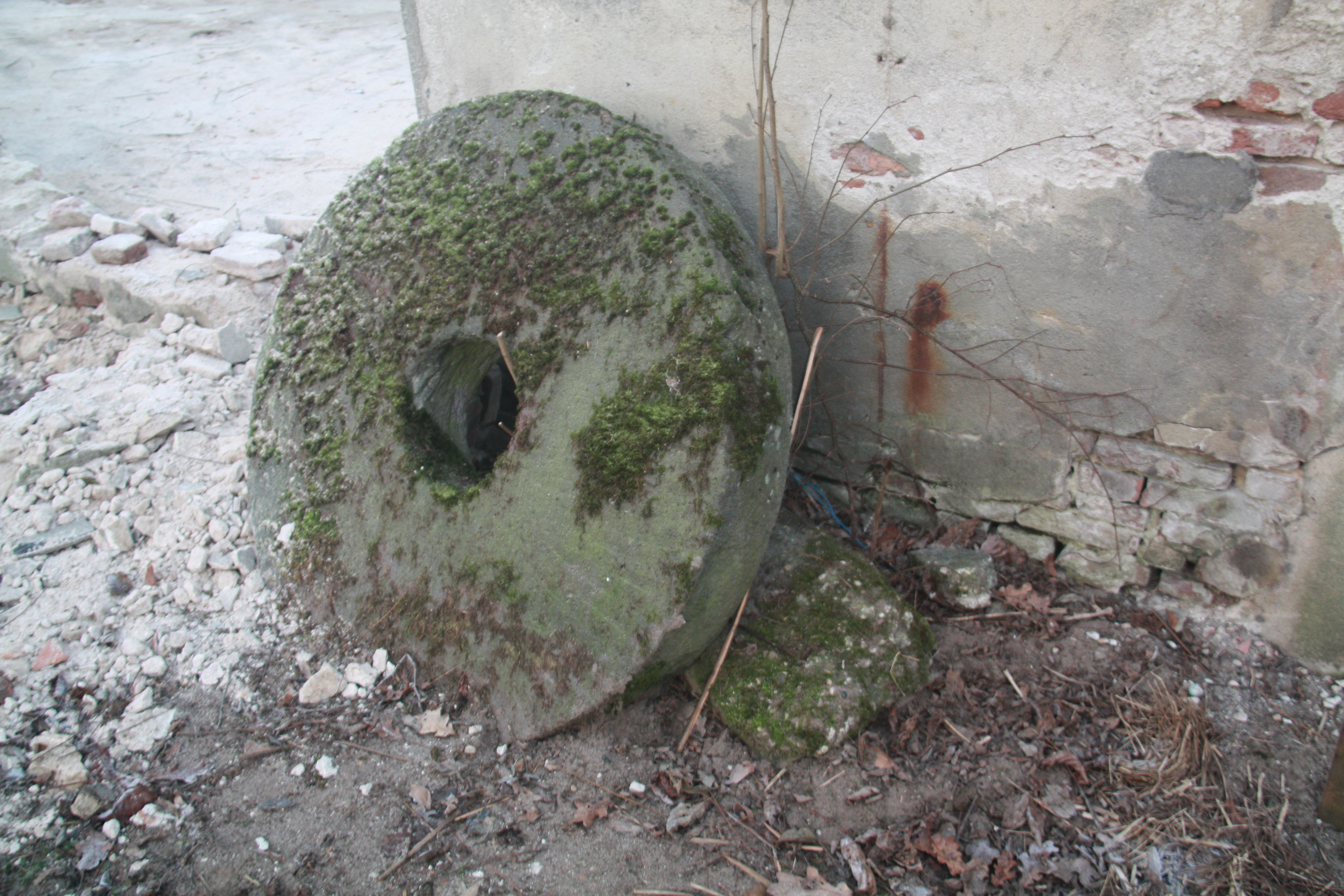
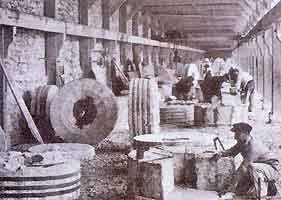
7, 8: kamienie młyńskie w mlewniku
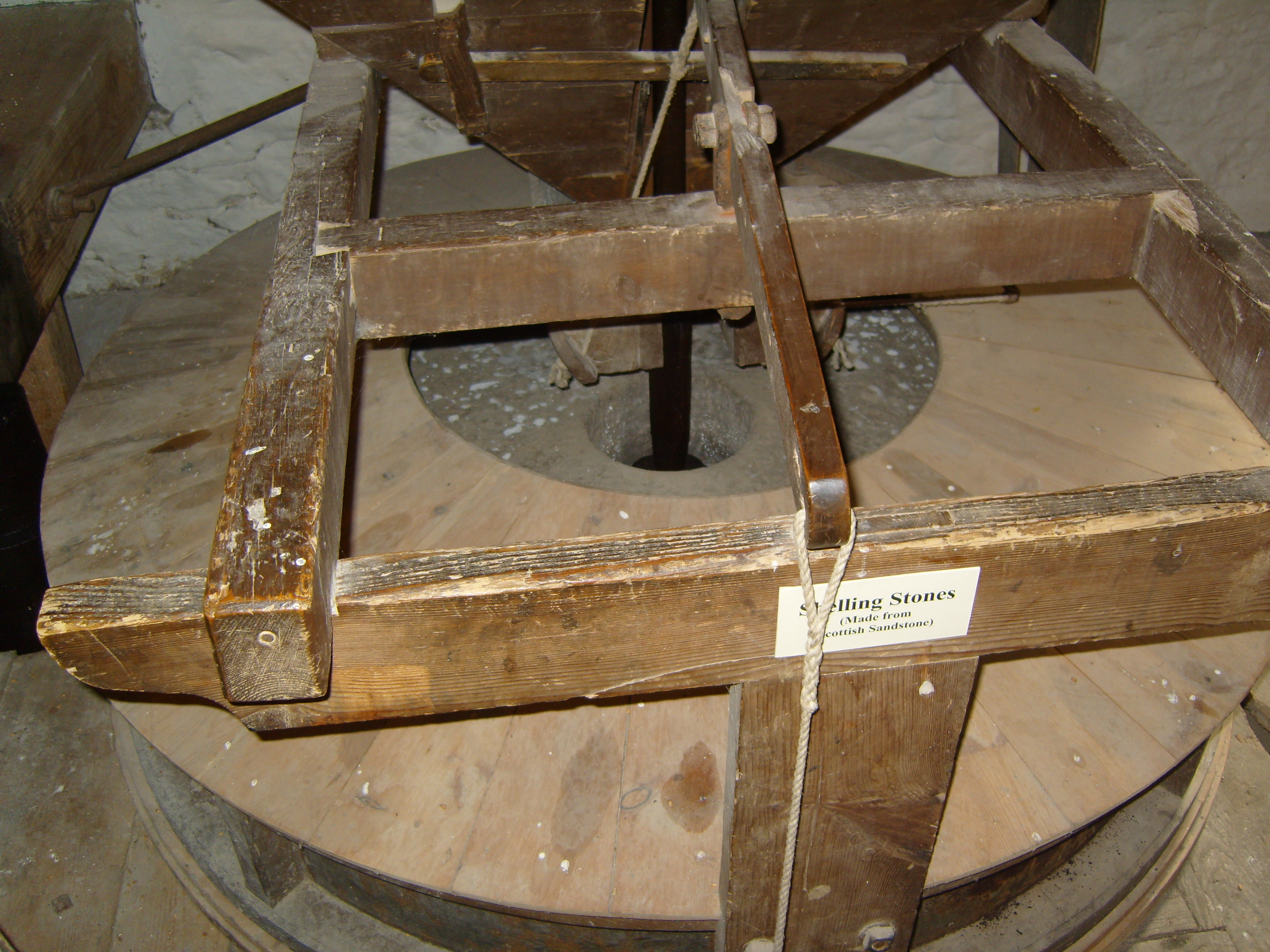

## Kamienie młyńskie w heraldyce

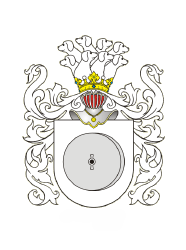
Kuszaba (herb szlachecki)
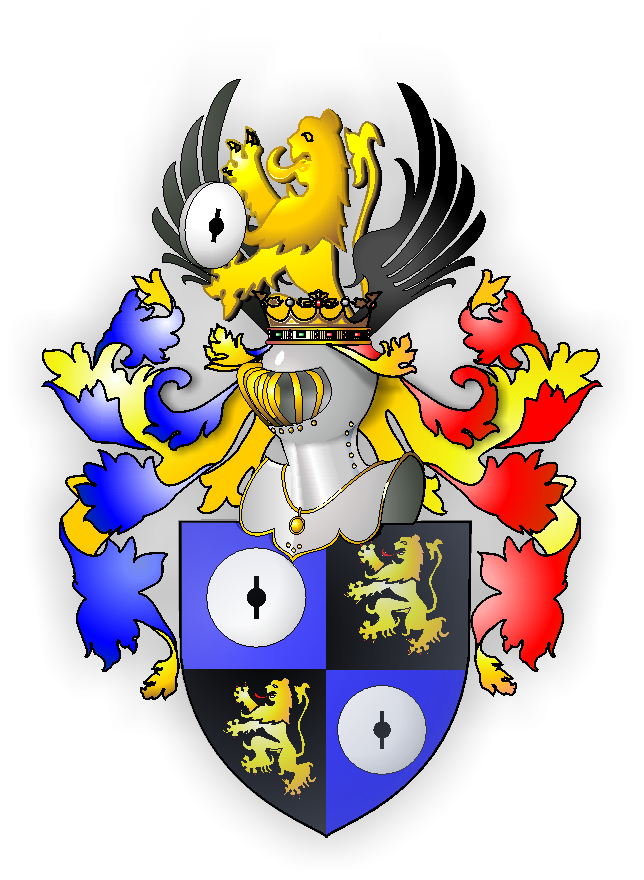
Miller (herb szlachecki)
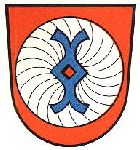
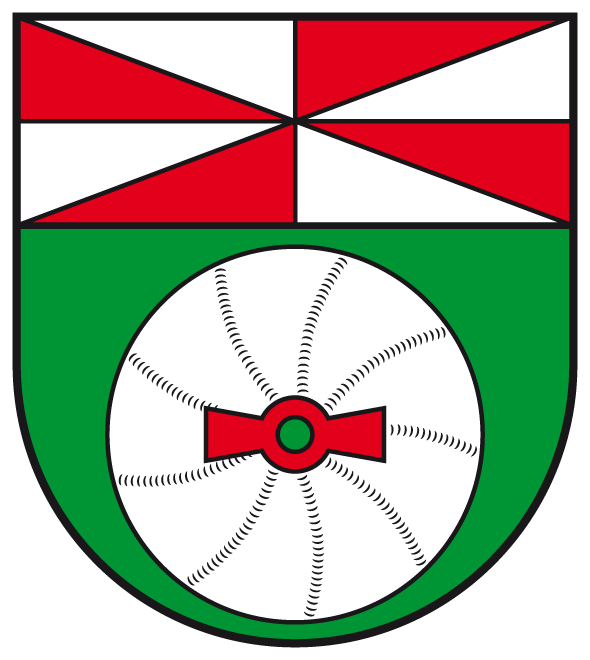
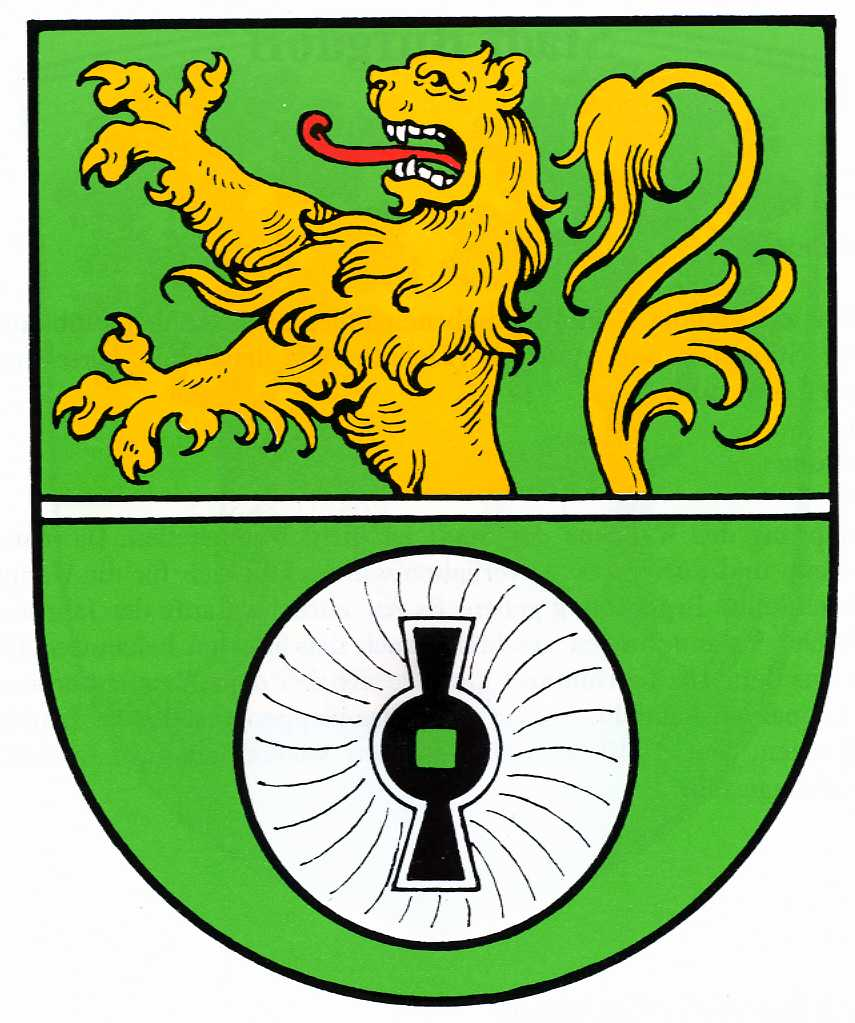
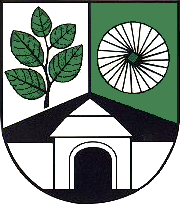